# رزماری فرانکلند
رزماری فرانکلند (انگلیسی: Rosemarie Frankland؛ ‏ ۱ فوریهٔ ۱۹۴۳ – ۲ دسامبر ۲۰۰۰) بازیگر، و مانکن اهل ولز بود.
از فیلم‌های او می‌توان به تعطیلات در سوئد اشاره کرد.